# John D. Rockefeller, Sr.
John Davison Rockefeller, Sr. (8. juli 1839 – 23. maj 1937) var en amerikansk industrimand.
Rockefeller revolutionerede olieindustrien og definerede strukturen af moderne filantropi. I 1870 grundlagde han Standard Oil og drev det indtil han officielt blev pensioneret i 1897. Standard Oil startede som et partnerskab med broderen William Rockefeller, Henry Flagler, kemikeren Samuel Andrews og Stephen V. Harkness.
Efterhånden som benzin steg i både betydning og værdi, voksede hans rigdom hurtigt. Han blev verdens rigeste mand og den første milliardær i amerikanske dollar. Han er ofte blevet betragtet som den rigeste person i historien. Standard Oil blev dømt for monopolistisk praksis og opdelt i 1911.
Som ung skulle han efter sigende have sagt, at han havde to mål; at blive 100 år og tjene 100.000 amerikanske dollar.
Hans filantropiske fond havde en stor effekt på medicin, uddannelse og videnskabelig forskning. Han er også grundlægger af både University of Chicago og Rockefeller University. Han var dedikeret baptist og støttede mange kirker i hele sit liv. Rockefeller afholdt sig helt fra alkohol og tobak i hele sit liv.
Han giftede sig med Laura Celestia ("Cettie") Spelman i 1864. Rockefellerfamilien fik fire døtre og en søn, John D. Rockefeller, Jr.. "Junior" fik i vid udstrækning overdraget tilsynet med fonden.